# ピーター・ランダース
ピーター・ランダース（Peter Landers）は、アメリカ合衆国のジャーナリスト。ウォール・ストリート・ジャーナル紙の東京支局長。

## 人物
ニューヨーク州出身。1990年にイェール大学を卒業後、AP通信東京支局記者、ファー・イースタン・エコノミック・レビュー誌の東京支局長を務めたのち、1999年にアメリカの経済紙ウォール・ストリート・ジャーナルに入社。ワシントンD.C.支局やニューヨーク支局で編集者として勤務し、医療制度改革に関する米最高裁判所判決の報道（2012年）でNational Press Foundationのオンラインジャーナリズム賞を共同受賞している。2014年2月からはウォール・ストリート・ジャーナル東京支局長を務めていた。
また日本語に堪能なことから、テレビ朝日の討論番組『朝まで生テレビ!』など日本のテレビ番組に数多く出演。TBSテレビの情報番組『情報7days ニュースキャスター』には2014年4月から10年以上出演していたが、自身のシンガポール(アジア総局金融部長)への異動に伴い、2024年11月2日の放送をもって番組出演を卒業した。同番組内でクラリネットの演奏を披露したこともある
カンザスシティ・ロイヤルズが贔屓のチーム。